# اودته جوفریدا
اودته جوفریدا (ایتالیایی: Odette Giuffrida؛ زادهٔ ۱۲ اکتبر ۱۹۹۴) جودوکار اهل ایتالیا است.
وی در مسابقات کشوری و بین‌المللی در مجموع برندهٔ ۱ مدال نقره، ۲ مدال برنز شده‌است.